# Mildenitz
Mildenitz (pol. hist. Mielnica) – dzielnica miasta Woldegk w Niemczech, w kraju związkowym Meklemburgia-Pomorze Przednie, w powiecie Mecklenburgische Seenplatte, w Związku Gmin Woldegk. Do 31 grudnia 2014 samodzielna gmina.